# ماكسي روسنبلووم
ماكسي روسنبلووم (بالإنجليزية: Maxie Rosenbloom)‏ مواليد 1 نوفمبر 1907 في كونيتيكت، الولايات المتحدة - الوفاة 06 مارس 1976 في كاليفورنيا، الولايات المتحدة، كان ملاكم أمريكي سابق صنّف ضمن فئة الوزن الثقيل.

## إحصائيات
خاض خلال مسيرته 298 نزالا، فاز في 222 وتعادل في 31 وخسر في 42. فاز بالضربة القاضية في 19 نزالا.

## روابط خارجية
- ماكسي روسنبلووم على موقع IMDb (الإنجليزية)
- ماكسي روسنبلووم على موقع ألو سيني (الفرنسية)
- ماكسي روسنبلووم على موقع أول موفي (الإنجليزية)
- ماكسي روسنبلووم على موقع قاعدة بيانات الأفلام السويدية (السويدية)
- ماكسي روسنبلووم على موقع قاعدة بيانات الفيلم (الإنجليزية)
- ماكسي روسنبلووم على موقع كينوبويسك (الروسية)
- ماكسي روسنبلووم على موقع بوكس ريك (الإنجليزية) (registration required)